# Irski viski
Irski viski (irsko fuisce ali uisce beatha) je viski, narejen na irskem otoku.
Beseda "viski" je anglicizem prve besede v gelski frazi uisce beatha, kar pomeni 'voda življenja' (škotsko uisge beatha in mansko ushtey bea). Fraza je bila prevod latinskega izraza aqua vitae, ki se je običajno uporabljal za opis destiliranih žganih pijač v srednjem veku.
Šota se redko uporablja pri postopku obdelave žitnih zrn v slad (malt), tako da ima irski viski nekoliko mehkejši okus v primerjavi z dimljenimi, zemeljskimi notami, ki so skupni nekaterim škotskim viskijem. V obeh državah so izjeme pri teh pravilih, na primer connemarski šotni irski slad (dvojno destiliran), viski iz destilarne Cooley v Riverstownu, Cooley, grofija Louth.
Irski viski je bil nekoč najbolj priljubljeno žganje na svetu, čeprav so dolga obdobja upadanja v poznem 19. stoletju močno škodovala pridobivanju . Irska je imela v 1890-ih več kot 30 destilarn, stoletje kasneje pa samo še tri. V poznem 20. stoletju je bil irski viski vsako leto bolj priljubljen, od leta 1990 pa najhitreje rastoč trg viskija v svetu. Zaradi izvoza, ki se je v zadnjih letih povečeval za več kot 15 % letno, so se povečevale tudi destilarne, veliko je bilo zgrajenih na novo. Od avgusta 2017 ima Irska 18 destilarn in vsaj še 16 jih načrtujejo. Le šest jih je delovalo dovolj dolgo, da so imele dovolj staran viski za prodajo in samo ena je delovala pred letom 1975.

## Zgodovina

### Izvor
Irski viski je bil ena prvih žganih pijač v Evropi. Pojavil se je okoli 12. stoletja (glej članek žgana pijača). Menijo, da so irski menihi prinesli tehniko destilacije parfumov na Irsko s svojih potovanj v sredozemske države okoli leta 1000 n. št. Irci so to tehniko prilagodili za pridobivanje pijače. Čeprav se je imenoval "whisky", je bil drugačen od današnjega viskija. Uisce beatha ali viski iz zgodovinskih obdobij ni bil staran in je bil pogosto aromatiziran z zelišči, kot so meta, timijan ali janež.  Irish Mist, viskijev liker, ki so ga začeli izdelovati leta 1963, je domnevno temeljil na takem receptu.
Čeprav je znano, da so ga izdelovali več sto let, na Irskem skoraj ni zapisov o njem, zlasti iz zgodnejših let, ko je bila proizvodnja neurejena. Tudi v poznejših letih je bila izdelava pogosto nezakonita, zato uradni zapisi ne kažejo realnega stanja. Poleg tega je bilo veliko podatkov ustnih, ne pa napisanih, tako da so podrobnosti o zgodnjem izdelovanju izgubljeni.
Najstarejši znan zapis o viskiju iz Irske je v kroniki Annals of Clonmacnoise iz leta 1405, v kateri je bilo zapisano, da je poglavar klana umrl po božiču, ko se je »napil aqua vitae«, njegova prva znana omemba na Škotskem pa je iz leta 1494. Znano je, da je bil do leta 1556 viski razširjen, ker je zakon, ki ga je sprejel angleški parlament, razglasil, da je viski »pijača, ki ni namenjena za dnevno pijanost, a je zdaj splošno uporabljena na Irskem«. Ta zakon je prav tako določal, da je izdelava pijače nezakonita za vse, razen za »plemiče, gospode in svobodnjake večjih krajev«, brez dovoljenja namestnika gospodarja. Ker pa krona ni segla dlje od območja Pale, utrjenega območja okoli Dublina, prepoved ni bila učinkovita.

### Začetek destilacije z licenco
Leta 1608 je kralj Jakob I. podelil dovoljenje siru Thomasu Phillipsu, lastniku v kraju Bushmills v grofiji Antrim.  Destilarna Old Bushmills trdi, da je to najstarejše ohranjeno dovoljenje za destilacijo na svetu. Toda sedanja  destilarna in družba Bushmills nista bili registrirani za trgovino do leta 1784. Destilarna Kilbeggan (nekdanja Locke's Distillery), ki jo je ustanovila družina McManus v Kilbegganu v grofiji Westmeath in ima dovoljenje od leta 1757 in deluje (ne šteje se obdobje med letoma 1954 in 2007), tudi uveljavlja naslov najstarejše destilarne z dovoljenjem na Irskem. Kilbeggan ima tudi, verjamejo, najstarejši delujoč bakren kotel na svetu, starejši od 250 let. 
Leta 1661 je krona uvedla davek na izdelavo viskija v Veliki Britaniji in na Irskem. Zato so bili v teoriji vsi pridelovalci viskija na Irskem registrirani in plačevali davke. Čeprav se je nadzor krone razširil daleč prek območja Pale, je v tem obdobju omejen uradni zapis o proizvodnji viskija. Eden od razlogov za to je, da je bila do leta 1761 registracija prostovoljna. Ker je registracija pomenila plačilo davka, so se temu mnogi izognili. Drugi razlog je, da so bili tisti, ki so bili odgovorni za uveljavljanje zakona, pogosto lokalni lastniki posestev in če so imeli njihovi najemniki nezakonito destilarno, ni bilo v njihovem interesu, da bi uveljavili zakon. Je pa znano, da je bila proizvodnja večja, kot je bilo uradno znano, saj je registracija kasneje postala obvezna, več registracij pa nakazuje uporabo obstoječih naprav.
Z vidika predpisov je bila uvedba tega zakona zgodovinski mejnik, saj zagotavlja jasno razlikovanje med dovoljeno in nedovoljeno izdelavo viskija na Irskem. Že vrsto let po uvedbi tega zakona je bil viski iz registriranih destilarn imenovan »parlamentarni viski«, viski nezakonitih proizvajalcev pa poitín, gelski izraz za 'majhen kotel’ (pogosto anglicizirano kot poteen − nezakonito izdelan domač viski), ki so ga uporabljale nedovoljene destilarne. Kljub temu da je tradicionalno izdelek  nezakonit, so se v zadnjih letih na trgu pojavile zakonite vrste poitína.
V 18. stoletju se je povpraševanje po viskiju na Irskem močno povečalo, kar je posledica večje rasti prebivalstva in manj povpraševanja po uvoženih žganih pijačah. Rast slednjih je zelo vidna pri irskih dajatvah, plačanih za zakonitost izdelave. Leta 1770 je viski pomenil le 25 % celotne dajatve za žgane pijače, ki jih je prejela državna blagajna, medtem ko je bila dajatev za uvoženi rum  51 %, preostanek pa je bil enakopravno razdeljen med drugo žganje in džin. Do leta 1790, samo dvajset let kasneje, je bil delež viskija 66 %.
Kot posledica tega povečanega povpraševanja so nekatere destilarne dajale prednost količini pred kakovostjo. To je spodbudilo parlament, da je leta 1759 sprejel zakon, s katerim bi destilarnam prepovedali uporabo drugih sestavin, razen slada, zrnja, krompirja ali sladkorja, in s tem izrecno prepovedali nekatere neprijetne sestavine. Druga posledica je bila, da so morebitni prihodki, izgubljeni v blagajni zaradi nezadostnega poročanja o izdelavi v zakonitih destilarnah, in izogibanje plačila davkov nezakonitih proizvajalcev postali pomembnejši, kar je spodbudilo parlament, da uvede še en zakon. Ta je bil sprejet leta 1779, z njim se je bistveno spremenil način izračuna davkov, ki jih je bilo treba plačati za izdelavo viskija. Pred tem so bili davki plačani glede na obseg proizvodnje in se je dalo manipulirati. Po novem se je davek plačal glede na morebitno izdelavo (na podlagi zmogljivosti kotlov), ne pa glede na dejansko ali sporočeno količino. Poleg tega je zakon kaznoval manjše destilarne, da bi zmanjšal goljufije pri poročanju.
Zaradi strogosti tega zakona, ki je predvidel količino (na primer v 500-galonskem loncu naj bi izdelali 33.075 galon viskija na mesec) in najmanjše število dni na leto, ko naj bi destilarna delovala (112), so morale mnoge manjše ali manj učinkovite registrirane destilarne v ilegalo. Leta 1779, ko je bil zakon uveden, je bilo na Irskem 1228 registriranih destilarn, vendar se je do leta 1790 to število zmanjšalo na 246, do leta 1821 pa je delovalo samo 32 destilarn z licenco. To je vplivalo na trg žganih pijač, bilo jih je manj, destilarne so bile predvsem v večjih mestnih središčih, kot sta Cork in Dublin, ki sta ponujala boljše trge za zakonite proizvajalce. Obseg nezakonite dejavnosti je bil tak, da je inšpektor ocenil, da je bila dajatev plačana samo za 2 % žganja, porabljenega v severozahodnih provincah Ulster in Connaught , medtem ko je Aeneas Coffey (takrat trošarinski uradnik, kasneje izumitelj Coffey Still) ocenil, da je bilo v Inishownu v grofiji Donegal več kot 800 nezakonitih destilarn.
Z nekaterimi ukrepi je bil zakon uspešen, saj se je obseg viskija, za katerega je bila plačana  trošarina, povečal z 1,2 milijona na 2,9 milijona galon. Poleg tega je spodbudila kapitalske naložbe za vzpostavitev večjih destilarn. Toda povpraševanje po viskiju se je v zgodnjih 1800-ih zaradi rasti prebivalstva in spreminjanja potrošniških vzorcev povečalo pri malih nezakonitih proizvajalcih, ki jim ni bilo treba plačati davka ali upoštevati omejitev iz zakona iz leta 1779. Pravzaprav je bilo v tem obdobju tako veliko nezakonitega žganja, da so se licenčne destilarne v Dublinu pritoževale. 

### Reforma in širitev
Leta 1823 so oblasti, ki so priznale težave z izdajanjem dovoljenj, znižale dajatve za polovico in objavile Zakon o trošarinah, ki je bistveno spremenil veljavno zakonodajo, zaradi česar je bila pridelava veliko privlačnejša. Reforme so zlasti odpravile potrebo, da bi destilarne izdelovale več viskija. Odpravljene so bile omejitve glede vrste in zmogljivosti uporabljenih rezervoarjev, kar je omogočalo več svobode pri prilagajanju opreme. Druga pomembna reforma je bila sprememba plačila dajatve. Pred tem se je dajatev mesečno zaračunavala na podlagi proizvodnje, kar pomeni, da so destilarne plačale davek za viski, preden so ga prodale. V okviru reforme so dajatev plačali šele, ko je bil viski dejansko prodan, zaradi česar je skladiščenje postalo privlačnejše.
Skupaj so te reforme močno izboljšale načine izdelave, kar je povzročilo padec nezakonite proizvodnje viskija in razcvet naložb v zakonite destilarne. Leta 1821, dve leti pred reformo, je bilo na Irskem 32 destilarn z licenco. Le štiri leta po reformah je ta številka narasla na 82 leta 1827, medtem ko je do leta 1835 dosegla 93, višek v 19. stoletju. Povečana privlačnost zakonitih destilarn je bila očitna pri vrsti uporabljene opreme. Pred Zakonom o trošarinah iz leta 1823 je imel največji kotel na Irskem 750 litrov. Do leta 1825 je destilarna Midleton postavila 31.618 galonski kotel, ki ostaja največji, kar je bilo zgrajenih. Največji kotel, ki trenutno deluje na svetu (od leta 2014), je v destilarni New Midleton, približno polovica te velikosti, in sicer 16.498 galon (75.000 litrov). 
Čeprav se je domače povpraševanje nekoliko zmanjšalo sredi 1800-ih zaradi treznostnega gibanja (Temperance) iz 1830-ih in velike lakote v 1840-ih, med katero je umrlo milijon ljudi. Med letoma 1823 in 1900 se je proizvodnja viskija na Irskem povečala za štirikrat in z dostopom do čezmorskih trgov, ki ga je omogočal Britanski imperij, je irski viski postal najbolj priljubljena pijača na svetu, pri čemer je bil posebej priznan »dublinski viski«.

### Dublin − vrhunec viskija
V zgodnjih 1800-ih je bila Irska največji trg žganja v Združenem kraljestvu. Zaradi razširitve zmogljivosti je Irska postala največji proizvajalec žganih pijač v Združenem kraljestvu. Dublin, ki je bil nato največji trg za žgane pijače na Irskem, pa je postal glavno proizvodno središče. Do leta 1823 je imel Dublin pet največjih zakonitih destilarn v državi.  Na svojem vrhuncu so postale največje na svetu, skupaj so proizvedle skoraj 10 milijonov galon letno. Največja Roesova destilarna na Thomasovi ulici je izdelala več kot 2 milijona galon letno. Do leta 1878 je bil ugled dublinskega viskija tako velik, da je škotsko podjetje Distillers Company Ltd., ki je v Dublinu zgradilo destilarno, trdilo, da bi lahko Dublin viski prodajal za 25 % dražje v primerjavi z drugimi irskimi viskiji in da je bilo povpraševanje  v tistem času petkrat večje od škotskega viskija. Čeprav so te številke verjetno napihnjene kažejo, kako je bil takrat irski viski cenjen. V tem obdobju so v irski pokrajini prevladovale štiri največje družbe v Dublinu: John Jameson, William Jameson, John Powers in George Roe (skupaj znane kot »veliki štirje«). Glavni izdelek teh destilarn, znan kot viski single ali pure pot still, je bil izdelan iz mešanice sladu in nepredelanega ječmena ter destiliran. Način, ki je bil sprva sredstvo za izogibanje davku za slad, je preživel, čeprav je bil davek kasneje razveljavljen. Do konca 1880-ih sta samo dve od tridesetih irskih destilarn izdelovali viski single malt, druge pa so vztrajale pri viskiju pure pot still. 
V tem obdobju, ko je bil irski viski na svojem višku, si je bilo težko predstavljati, da bo škotski, ki so ga izdelovali mali in skoraj neznani izdelovalci zunaj Škotske, kmalu postal vrhunska pijača na svetu. Toda za irski viski se je začelo stoletje upadanja z vsemi velikimi destilarnami v Dublinu, ki so zaprle svoja vrata. V poznem 20. stoletju je nekdaj priljubljeni viski pure pot still skoraj popolnoma izginil, pri čemer sta obstajali samo dve specializirani polnilnici, Green Spot in Redbreast. Od leta 2010 je bilo uvedenih več novih posameznih viskijev single pot.

### Industrija v upadanju
Poleg uvedbe mešanega (blended) viskija in neuspeha irskih destilarn, da bi se prilagodile spreminjajočim se okusom, se je odprlo veliko dodatnih vprašanj, ki so še dodatno pritiskala na irske žganjarne: irska vojna za neodvisnost, naslednja državljanska vojna in trgovinska vojna z Veliko Britanijo (ki je prekinila izvoz viskija v Veliko Britanijo in vse države Commonwealtha, največji trg irskega viskija); prepoved v Združenih državah (1920−1933), ki je precej skrčila izvoz na drugi največji trg irskega viskija; širjenje ponarejanja irskega viskija v Ameriki in Veliki Britaniji; protekcionistična politika, ki jo je uvedla irska vlada svobodne države, kar je precej omejilo izvoz viskija v upanju, da bo obdavčila domačo porabo, ter končno čezmerno širjenje in slabo upravljanje več irskih destilarn. Vsi ti  dejavniki skupaj so močno ovirali izvoz in mnoge destilarne je prisililo v gospodarske težave in brezposelnost, tako je do začetka 20. stoletja Škotska presegla Irsko in postala največja svetovna proizvajalka viskija.
Ko je Alfred Barnard, britanski zgodovinar, leta 1887 objavil svoj zapis o destilarnah v Veliki Britaniji in na Irskem, je bilo na Irskem 28 destilarn. Do 1960-ih jih je bilo le še nekaj, leta 1966 pa so se tri (John Jameson, Powers in Cork Distilleries Company) odločile združiti svoje dejavnosti pod imenom Irish Distillers in zapreti obstoječe zmogljivosti in svojo dejavnost usmeriti v nov namenski objekt, ki naj bi bil zgrajen poleg destilarne Old Midleton v Co. Corku. Leta 1972 se jim je pridružila še edina samostojna destilarna Bushmills, tako da sta bili sredi 1970-ih na Irskem na voljo samo dve destilarni viskija, New Midleton in Distillery Old Bushmills, obe v lasti Irish Distillers (in samo ena je delovala v zlatih časih irskega viskija).

## Predpisi in označevanje

### Pravna opredelitev
Irski viski je zaščitena evropska geografska označba (GI) v skladu z Uredbo (ES) št. 110/2008 . Od 29. januarja 2016 morajo irski organi preverjati proizvodnjo, označevanje in trženje irskega viskija v skladu s tehnično dokumentacijo iz leta 2014 Ministrstva za kmetijstvo.  Ključne zahteve specifikacije so :
- Irski viski je treba na otoku (vključno z Republiko Irsko in Severno Irsko) destilirati iz drozge nakaljenih zrn s celimi zrni drugih žit ali brez njih in je:
  - hidroliziran z diastazo sladu, vsebovanega v njem, z drugimi naravnimi encimi ali brez njih;
  - fermentiran z delovanjem kvasa;
  - destiliran pri vsebnosti alkohola manj kot 94,8 % na tak način, da ima destilat aromo in okus, pridobljen iz uporabljenih sestavin;
  - ob upoštevanju zorenja končnega destilata najmanj tri leta v lesenih sodih, kot je hrast, največ 700 litrov;
- destilat, ki se mu lahko dodajo le voda in navadna barvila karamele (E150a), ohrani barvo, vonj in okus, ki izhaja iz  omenjenega proizvodnega procesa;
- irski viski mora vsebovati najmanj 40 % alkohola;
- posamezne tehnične specifikacije za tri vrste irskega viskija, "single pot still", "single malt", "single grain" in "blended" , (mešanica teh dveh ali več teh vrst) so tudi opisane v tehnični datoteki. Uporaba izraza "single" v prej omenjenih vrstah je dovoljena samo, če je viski popolnoma destiliran v eni sami destilarni;
- zorenje poteka le na irskem otoku.

### Označevanje
Več predpisov ureja označevanje irskih viskijev:
- žgane pijače ne smejo biti označene, pakirane, prodane, oglaševane ali oglaševane tako, da so irski viski ali katera koli podvrst, razen če ne izpolnjujejo ustrezne zahteve;
- vsaka izjava o starosti se mora nanašati na starost najmlajšega viskija;
- čeprav je tradicionalno označen z "e", se lahko irski viski trži kot "irski viski."

## Vrste
Irski viski je v več oblikah, z imenom sloga, odvisno od vrste uporabljenega zrnja in postopka destilacije. Tradicionalno je bil irski viski narejen v loncih (pot still). Irski viski, izdelan v pot still, je dveh vrst.

### Irski viski single malt
Viski, ki je v celoti izdelan iz sladu ječmena, destiliran v pot still, vedno v eni sami destilarni, imenujemo single malt whisky, ki ga zelo pogosto povezujejo s škotskim viskijem. Lahko so dvojno ali trojno destilirani.

### Viski single pot still
Ta viski je narejen iz mešanice sladnega in nesladnega ječmena, popolnoma destiliran v pot stillu, še vedno v eni sami destilarne. Razlikuje se od viskija single malt z vključitvijo surovega, neoluščenega zrnja v drozgi. V preteklosti se je imenoval tudi »pure pot still«  in »irski viski pot still«, pri čemer imajo starejše in spominske steklenice pogosto ta imena. Viski single pot je bil najpogostejši irski viski do nastanka mešanic v 20. stoletju. 

### Grain viski
Viski, narejen iz neprekinjene destilacije v stebru ali kotlu Coffey (posebni napravi za destilacijo, ki so jo izumili leta 1830 in je v nenehnem pogonu), namesto v pot stillu, se imenuje grain viski. Lahko se izdeluje iz različnih zrn. Je lažji in bolj nevtralen po okusu, redko ga najdemo samostojno, čeprav tudi. Velika večina tega viskija se uporablja za izdelavo mešanic.

### Blended, mešanica viskijev
To je mešanica zgoraj navedenih vrst viskija. Ne glede na to, ali je mešan viski izdelan iz kombinacije graina s single maltom ali s single pot stillom ali obojim, zanj velja isti izraz. Zdaj je to najpogostejša vrsta irskega in škotskega viskija. 

### Primeri
- mešanica (blended): Black Bush, Bushmills Original, Clontarf, Inishowen, Jameson, Kilbeggan, Locke's Blend, Midleton Very Rare, Millars, Paddy, Powers, Tullamore Dew
- single pot still: Green Spot, Redbreast (12, 15, 21 let), Yellow Spot
- single malt: Bushmills (10, 16, 21 let), Connemara Peated Malt (normalen, močnejši in 12 let), Lockeov Single Malt (8 let), Tullamore Dew Single Malt (10 let), Tyrconnell
- single grain: Kilbeggan Single Grain (8, 10, 15, 18 let), Teeling's Single Grain